# Aberdeen Lake (Nunavut)
Der Aberdeen Lake ist ein See im kanadischen Territorium Nunavut.

## Lage
Der Aberdeen Lake befindet sich in der Tundralandschaft im Norden Kanadas, 110 km westnordwestlich von Baker Lake. Die Wasserfläche beträgt 1095 km², einschließlich Inseln sind es 1100 km². Der See wird vom Thelon River in östlicher Richtung durchflossen.
Westlich liegt der Beverly Lake, östlich der Schultz Lake. Das Schutzgebiet Thelon Wildlife Sanctuary liegt westlich des Sees.